# Подволовљек
Подволовљек (словен. Podvolovljek) је насељено место у општини Луче, Савињска регија, Словенија.

## Историја
До територијалне реорганизације у Словенији био је у саставу старе општине Мозирје.

## Становништво
У попису становништва из 2011. године, Подволовљек је имао 218 становника.
| Број становника према пописима | Број становника према пописима | Број становника према пописима |
| ------------------------------ | ------------------------------ | ------------------------------ |
| 1991                           | 2002                           | 2011                           |
| 184                            | 202                            | 218                            |

## Галерија
- превој "Воловљек" на путу за Камник
- партизански споменик
- засеок Мартинчек
- засеок Обцир
- засеок Подпечник